# Мацковецкий сельский совет (Лубенский район)
Мацковецкий сельский совет (укр. Мацковецька сільська рада) — входит в состав
Лубенского района
Полтавской области
Украины.
Административный центр сельского совета находится в 
с. Мацковцы.

## Населённые пункты совета
- с. Мацковцы
- с. Мацкова Лучка